# Langudi
Langudi (jiné názvy: Jangudi, Iangudi, Angudi, Džangudi) je název komplexního stratovulkánu, nacházejícího se v severní části etiopského riftu ve východní Etiopii. Sopka je tvořena stratovulkanickým ryolitovým komplexem, ukončeným kalderou oválného tvaru. Postkalderové stádium vulkanické aktivity zahrnuje trachytické a bazaltové lávové proudy.